# Pardosa oakleyi
Pardosa oakleyi là một loài nhện trong họ Lycosidae.
Loài này thuộc chi Pardosa. Pardosa oakleyi được Frederick Henry Gravely miêu tả năm 1924.